# 宝応県
宝応県（ほうおう-けん、中国語: 宝应县、拼音: Bǎoyìng、英語: Baoying）は、中華人民共和国江蘇省に位置する省直轄の県であり、しばらくの間、宿遷市の代理管轄下に置かれている。

## 概要

### 地名について
伝説の女性尼は八宝を帝に献上して、「勝宝応真」の意味を取る。

## 行政区画
宝応県は14の鎮と1の省レベルの経済開発区を管轄しています。
- 鎮:安宜鎮、氾水鎮、夏集鎮、柳堡鎮、射陽湖鎮、広洋湖鎮、魯垜鎮、小官荘鎮、望直港鎮、曹甸鎮、西安豊鎮、山陽鎮、黄塍鎮、涇河鎮
- 江蘇宝応経済開発区

## 経済
2020年のGDPは763.04億元で、前年比3.6%の成長であった。その内訳は
- 第1次産業によるものが前年比84.37億元（1.9%）増
- 第2次産業によるものが前年比357.27億元（2.5%）増
- 第3次産業によるものが前年比321.40億元（5.3%）増であった。[3]

## 交通

### 铁路
- 連淮揚鎮鉄道：宝応駅

### 公路
- 京滬高速道路
- G233国道
- G344国道
- S331省道

## 教育機関

### 高校
- 江蘇省宝応中学
- 宝応県安宜高級中学
- 宝応県宝楠学校（元宝応県宝楠国際学校）
- 宝応県画川高級中学
- 宝応県氾水高級中学
- 宝応県曹甸高級中学

### 中学

#### 都市地区
- 宝応県実験初級中学
- 宝応県開発区国際学校
- 宝応県宝楠学校（元宝応県宝楠国際学校）
- 宝応県安宜実験学校
- 宝応県城北初級中学
- 宝応県安宜初級中学
- 宝応県泰山実験学校（元宝応県泰山初級中学）

#### 農村地区
- 宝応県黄塍鎮中心初級中学
- 宝応県柳堡鎮中心初級中学
- 宝応県山陽鎮中心初級中学
- 宝応県夏集鎮中心初級中学
- 宝応県涇河鎮中心初級中学
- 宝応県魯垛鎮中心初級中学
- 宝応県曹甸鎮中心初級中学
- 宝応県氾水鎮中心初級中学
- 宝応県西安豊鎮中心初級中学
- 宝応県望直港鎮中心初級中学
- 宝応県広洋湖鎮中心初級中学
- 宝応県小官庄鎮中心初級中学
- 宝応県射陽湖鎮中心初級中学
- 宝応県安宜鎮中港初級中学
- 宝応県安宜鎮沿河初級中学
- 宝応県山陽鎮長溝初級中学
- 宝応県射陽湖鎮天平初級中学
- 宝応県射陽湖鎮天平初級中学
- 宝応県射陽湖鎮水泗初級中学
- 宝応県柳堡鎮芦村初級中学
- 宝応県夏集鎮子婴初級中学
- 宝応県夏集鎮郭橋初級中学
- 宝応県氾水鎮韋鎮初級中学
- 宝応県曹甸鎮下舎初級中学
- 宝応県涇河鎮黄浦初級中学